# Махмудія-Бахрамі
Махмудія-Бахрамі (перс. محموديه بهرامي) — село на сході Ірану, остану Керман. У 2006 році в селі було 337 людей у 76 сім'ях.